# Lê Bôi
Lê Bôi (1380-?), tên thật là Phạm Bôi, người làng Địa Linh, nay thuộc làng Đông Linh, xã An Bài, huyện Quỳnh Phụ, tỉnh Thái Bình nhưng sinh ra và lớn lên tại xã Tình Di, huyện Đỗ Gia, nay là xã Sơn Diệm, huyện Hương Sơn, tỉnh Hà Tĩnh trong một gia đình khoa bảng, là khai quốc công thần nhà Lê sơ trong lịch sử Việt Nam. Ông góp công lớn trong khởi nghĩa Lam Sơn.

## Thân thế
Ông sinh ra trong bối cảnh đất nước loạn lạc, giặc Minh xâm lược ông đã tập hợp lực lượng luyện tập võ nghệ chờ thời cơ đánh giặc. Nghe tin Lê Lợi dựng cờ khởi nghĩa Lê Bôi đã tìm về được Lê Lợi phong cho làm tướng chỉ huy một đội quân 500 người ở tại quê hương, và lần đầu tiên xuất trận bằng chiến thắng vang dội ở Khả Lưu Bồ Ải (huyện Thanh Chương - Nghệ An). Sau đó Lê Bôi tham gia giải phóng Tân Bình, Thuận Hóa (1425) rồi vây đánh thành Nghệ An khi chủ tướng Lê Lợi kéo quân ra Bắc (1426-1427). Công lao đánh giặc của Lê Bôi đều được sử sách ghi chép sau khi đánh bại quân Minh, Lê Lợi xưng Vương ban thưởng cho các văn thần võ tướng tất cả có 93 người trong đó Lê Bôi đứng hàng thứ 3 trong 14 Liệt hầu hay trong 26 Á hầu được ăn lộc một ấp. Đó cũng là lý do Lê Bôi từ Tình Di chuyển đến Việt Yên và trở thành thủy tổ của họ Lê ở xã Tùng Ảnh ngày nay. Sau khi ông mất 1458, con cháu dòng họ và nhân dân địa phương lập đền thờ tại xóm Bá Hiển, sau bị bom giặc Mỹ phá hỏng hoàn toàn, nên chuyển về thờ tại nhà thờ chi 3 họ Lê đại tôn thuộc xóm Vọng Sơn, thuộc xã Tùng Ảnh, huyện Đức Thọ ngày nay.

## Công lao
Vì ông được mang quốc tính nên sử ghi là Lê Bôi. Lê Lợi khởi nghĩa năm 1418 khi nhà Minh đã diệt xong triều Hồ và Hậu Trần, đặt được ách đô hộ lên toàn Đại Việt, do đó cuộc khởi nghĩa gặp muôn vàn khó khăn gian khổ. Hưởng ứng ngọn cờ kháng Minh cứu nước cùng với các danh nhân tướng lĩnh như: Nguyễn Trãi, Trần Nguyên Hãn, Phạm Văn Xảo... Lê Bôi cùng bảy người đều lấy họ là Phạm, dấy binh ứng nghĩa vào Lam Sơn phò Bình Định Vương Lê Lợi.
Ngay trong những ngày đầu gian khổ đó, kẻ thù ngày đêm lùng sục vây ráp hòng tiêu diệt nghĩa quân, Lê Bôi đã có chiến công.
Trong trận Bồ ải (12 – 1424), các tướng Lê Lễ, Lê Sát, trong đó có Lê Bôi dùng phục binh đại phá giặc Minh, diệt hàng ngàn giặc trong đó có Đô ty Chu Kiệt, khiến bọn Trần Tí, Sơn Thọ phải nhặt tàn quân chạy về thành Nghệ An

### Đánh Tân Bình Thuận Hóa
Năm Ất tỵ (1425), ông cùng với Lê Triện, Lê Văn An được lệnh Lê Thái Tổ đem bảy mươi chiếc thuyền vượt biển, đánh thẳng vào sào huyệt giặc. Đến khi được tin của Lê Nỗ, thừa thắng cả phá các xứ Tân Bình, Thuận Hóa. Tướng giặc liền vào thành tự thủ. Thế là các cứ Tân Bình, Thuận Hóa về ta tất cả.
Chiến thắng của nghĩa quân Lê Lợi ở cánh đồng Cổ Lãm, rồi Tốt Động, Chúc Động diệt 5 vạn quân, chém chết Trần Hiệp, Lý Lượng, bắt sống hơn vạn địch khiến cho bọn Thông, Kỳ chỉ thoát được thân chạy về Đông Quan.

### Đánh thành Khâu Ôn
Năm Bính ngọ (1426), sau chiến thắng Tốt Động-Chúc Động, ông cùng Trần Lựu được lệnh Lê Thái Tổ đem quân đánh thành Khâu Ôn. Trong một thời gian ngắn, ông đã hạ được thành.
Phối hợp cùng đại thắng trên đất Bắc, các tướng Lê Văn An, Lê Quốc Hưng, Lê Bôi...đã khép chặt vòng vây Nghệ An, quét sạch nhiều thành lũy của giặc ở Thanh Hóa khiến quân Minh đã bí nay càng bí hơn. Thừa thắng, Lê Lợi từ Thanh Hóa ra cắm dinh Bồ Đề chủ trương không đánh vào Đông Quan vội. Một mặt cho quân ra bao vây Đông Quan, mặt khác cho Lê Quốc Hưng đánh thành Thị Cầu; Lê Khả, Lê Niệm đánh thành Tam Giang; Lê Lựu, Lê Bôi đánh thành Khâu Ôn; Trần Nguyên Hãn, Lê Lý...đánh ở Xương Giang. Nhà Minh sai viện binh Cổ Hưng Tổ đem 5 vạn quân, 5000 ngựa sang cứu nguy. Vừa đến ải Pha Lũy liền bị Lê Lựu, Lê Bôi giữ ải đánh cho tan tác.

### Phá quân Minh
Năm Đinh mùi (1427), ngày 10 tháng 6 tướng giặc là Trấn Viễn hầu đem năm vạn quân và một nghìn ngựa do Quảng Tây sang cứu viện các thành. Đến cửa Pha Lũy, ông cùng Trần Lựu đánh tan quân giặc, chém hơn ba nghìn đầu, bắt năm trăm ngựa, rồi rút về.
Tháng 9 Đinh Mùi (1427), nhà Minh sai Thái phó Liễu Thăng cùng bộ hạ đem 10 vạn quân, 2 vạn ngựa, theo đường Lạng Sơn đánh vào Pha Luỹ và cho Thái phó Mộc Thạnh đem 5 vạn binh, 1 vạn ngựa từ Vân Nam đánh vào Lê Hoa. Quyết tâm tiêu diệt viện binh hùng mạnh của giặc, Lê Lợi sai Lê Sát, Lê Nhân Chú, Lê Liệt đem 1 vạn quân tinh nhuệ và 5 voi phục sẵn địch ở Chi Lăng, cử Lê Bôi và Lê Lựu nhử giặc vào trận địa mai phục, chém chết Liễu Thăng, diệt 1 vạn tên ở Mã Yên; Lê An và Lê Lý đem 3 vạn quân đi tiếp ứng diệt 2 vạn tên. Lương Minh, Lý Khánh tử trận. Quân ta thu được quân trang quân dụng nhiều vô kể. Bọn Tụ liều chết tiến vào thành Xương Giang, nhưng thành đã bị hạ, tiến thoái lưỡng nan, đành chịu tan tác. Mũi viện binh của Liễu Thăng bị bại trận.
Cùng lúc ấy, các tướng Phạm Văn Xảo, Lê Khuyển cầm cự ngoan cường với giặc. Lê Lợi cho đem cờ quạt ấn tín bại trận của Liễu Thăng đến Lê Hoa. Bọn Mộc Thạch mất hết hồn vía, chưa đánh đã tan. Quân ta truy kích diệt một vạn địch, bắt sống người và ngựa nhiều vô kể. Mộc Thạnh chỉ một mình một ngựa chạy thoát. Chờ viện binh thì viện binh đại bại, Vương Thông không còn con đường nào khác đành xin "giảng hòa" rút binh về nước.
Cuộc kháng chiến chống quân Minh của quân dân thời Lê đã toàn thắng. Trong cuộc định công thưởng tướng, trong 221 người có công, hơn 100 danh tướng được phong hầu; thượng tướng Lê Bôi được ban tước Hầu, tam phẩm công thần.
Sau khi đại thắng, Lê Lợi lên ngôi, lập triều Lê. Là một công thần khai quốc, cùng nhiều danh tướng công thần, Lê Bôi lại ra sức giúp vua an dân trị quốc, tăng cường quốc phòng mở mang bờ cõi, giữ vững biên cương, được Lê Lợi tin yêu trọng dụng. Lê Lợi mất, Lê Thái Tông lên ngôi; Lê Bôi được giao làm "Đông đạo hành quân tổng quản" lo việc quân cơ quốc sự. Lê Thái Tông mất, Lê Nhân Tông kế vị, Lê Bôi được giao giữ chức "Nhập nội hành khiển" tước Thái Bảo, góp công giúp nước.
Liên tiếp ba năm (1444 – 1446), vua Chiêm Bi Cai vào cướp phá Châu Hóa, Lê Nhân Tông sai Thái Bảo Lê Bôi cùng tổng quản Lê Khả đem quân bình Chiêm, bắt sống Bi Cai, góp phần giữ vững vùng đất phương Nam thắng lợi. Cuối đời Lê Nhân Tông, nội bộ vương triều Lê xảy ra sự biến thoán nghịch: Lạng Sơn Vương Nghi Dân cùng đồng bọn đang đêm trèo tường thành vào cung giết Lê Nhân Tông cùng Tuyên Từ thái hậu cướp ngôi. Trước sự phản nghịch vô đạo này, Lê Bôi đã cùng các trung thần khác là Trịnh Khả, Nguyễn Xí, Lê Thu góp công dẹp loạn Nghi Dân, đưa Lê Tự Thành là người em khác mẹ của Lê Nhân Tông, lên nối ngôi tức là Lê Thánh Tông, mở ra sự phát triển cực thịnh triều Lê.
Là danh tướng công thần tận tụy phục vụ hết lòng ba triều vua không mệt mỏi, Lê Bôi được Lê Thánh Tông rất quý trọng sùng ân. Khi Lê Bôi mất, Lê Thánh Tông cho cử quốc lễ, ra chỉ dụ cho làng Đông Linh lập đền thờ, phong cho Lê Bôi cùng sáu người họ Phạm khác là Thành hoàng, Thượng đẳng phúc thần. Trong một lần đi đánh Chiêm đại thắng trở về, Lê Thánh Tông đã ghé thăm làng Đông Linh, thắp hương tưởng niệm Thượng tướng Thái bảo Lê Bôi.

## Cái chết
Hiện chưa rõ nguyên nhân ông mất và mất vào năm nào.